# Платеї

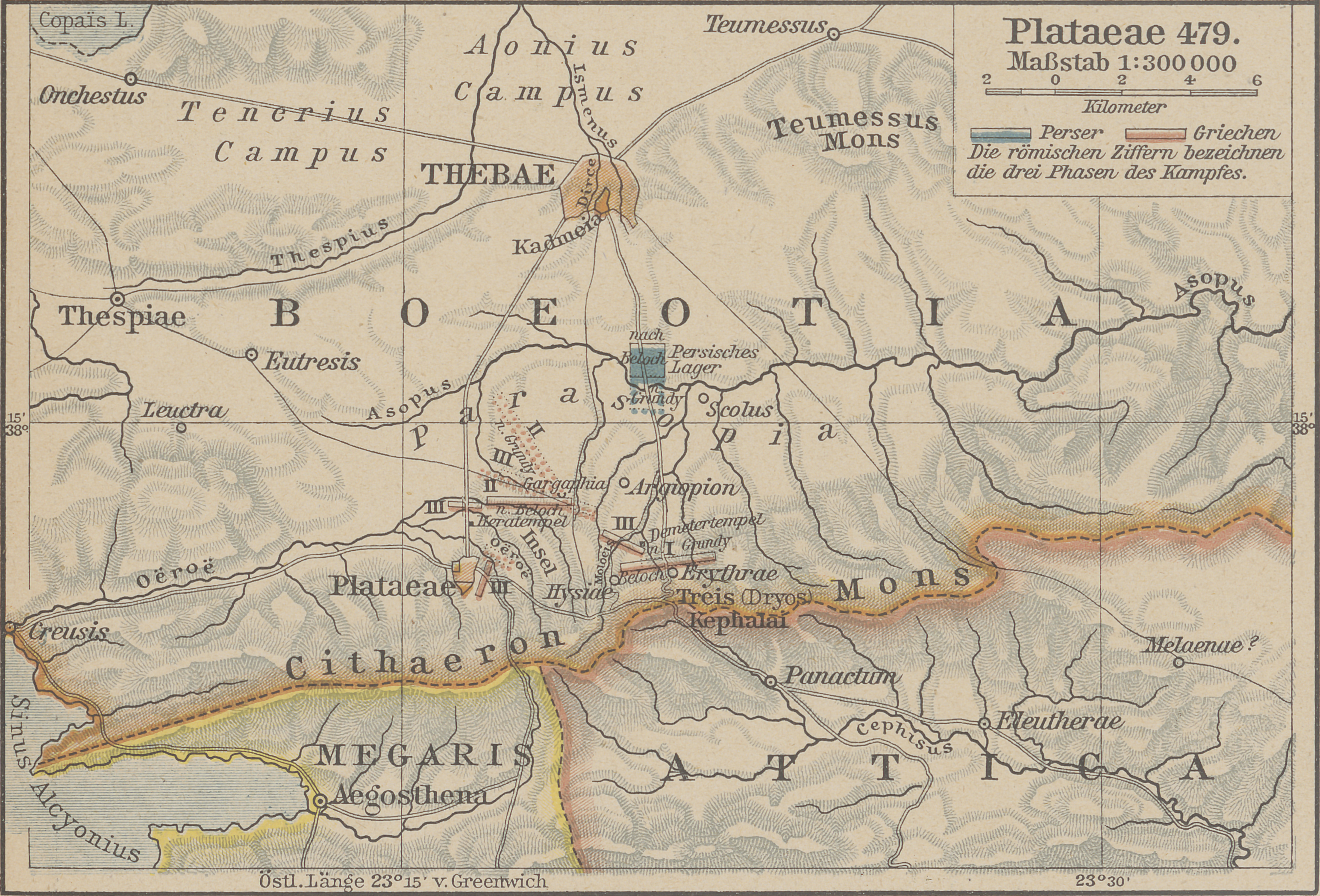
Карта битви при Платеях

38°12′56″ пн. ш. 23°16′01″ сх. д. / 38.21556° пн. ш. 23.26694° сх. д.
Платеї — давньогрецьке місто у Південній Беотії, біля якого під час Греко-перських воєн 26 вересня 479 до н. е. відбувся бій між військами 24 грецьких міст-держав на чолі з Афінами та Спартою під командуванням спартанського полководця Павсанія та перською армією під командуванням Мардонія. Також саме з сутичок у цьому місті, вторгнення фіванців на запрошення частини сепаратно налаштованої місцевої аристократії, розпочалася Пелопоннеська війна.

## Битва при Платеях
Греки займали вигідні оборонні позиції, і перси не наважувалися їх атакувати. У ніч на 26 вересня греки почали відхід до Платей. Вранці перси, вважаючи, що противник звернувся до втечі, атакували ар'єргард, що складався зі спартанців. Спартанці відкинули атакуючих, а потім за допомогою афінян та інших союзників здолали погано організовану масу персів, які, після того як Мардоній був смертельно поранений у заворушеннях, втекли до Геллеспонту, переслідувані греками.
При Платеях грецька фаланга знову підтвердила свою перевагу над численнішою, але іррегулярною Перською піхотою та кіннотою. Перемога при Платеях та одночасно розгром при Мікале перського флоту призвели до звільнення Греції та грецьких міст Малої Азії від персів.